# Élections au Parlement valencien de 2019
Les élections au Parlement valencien de 2019 (en espagnol : elecciones a las Cortes valencianas de 2019) se tiennent le 28 avril 2019, afin d'élire les 99 députés de la Xe législature du Parlement valencien, pour un mandat de quatre ans. Les élections générales ont lieu le même jour.

## Contexte
Au cours de l'été 2018, des rumeurs font état d'une possible dissolution du Parlement valencien avant la fin de l'année, soit environ à six mois du terme naturel de la législature. Bien qu'il indique « ne pas voir de raisons d'anticiper les élections », le président de la Généralité Ximo Puig affirme qu'une telle décision permettrait de mettre en avant la « singularité » des difficultés de la Communauté valencienne, notamment de financement, souhaitant donner au territoire une visibilité politique et médiatique identique aux communautés historiques d'Andalousie, de Catalogne, du Pays basque et de Galice. Partenaire du Parti socialiste, la coalition Compromís approuve l'idée d'une « singularisation » valencienne mais rejette l'idée d'une anticipation électorale, considérant que l'« accord du Jardin botanique » (en catalan : Acord del Botànic) — pacte de coalition entre socialistes et régionalistes — a trop bien réussi pour être rompu de la sorte,.
Le 4 mars 2019, Puig convoque son gouvernement afin de prononcer la dissolution du Parlement. En vertu de la loi électorale, le scrutin doit alors se tenir le 28 avril suivant, soit le même jour que les élections générales anticipées.

### Enjeux
Le Parlement valencien est la législature décentralisée et monocamérale de la communauté autonome valencienne, dotée d'un pouvoir législatif en matière régionale tel que défini par la Constitution espagnole et le statut d'autonomie de la Communauté valencienne, ainsi que de la capacité de voter la confiance en un président de la Généralité ou de la retirer. Conformément à l'article 69.5 de la Constitution, le Parlement a la faculté de désigner des sénateurs représentant la communauté autonome au Sénat.

### Dissolution du Parlement
Le mandat du Parlement valencien expire quatre ans après la date de son élection précédente, à moins qu'il n'ait été dissous plus tôt. Le président de la Généralité doit déclencher des élections vingt-cinq jours avant la date d'expiration des pouvoirs du Parlement, le jour des élections ayant lieu le cinquante-quatrième jour suivant celui de la convocation et devant correspondre au quatrième dimanche du mois de mai. La séance constitutive a lieu dans un délai de quatre-vingt-dix jours à compter de l'expiration des pouvoirs du Parlement sortant.
Le président de la Généralité a néanmoins la possibilité de dissoudre le Parlement et de convoquer des élections à tout moment, à condition qu'aucune motion de censure ne soit en cours. Si un processus d'investiture échoue à élire un président régional dans un délai de deux mois à compter du premier tour de scrutin, le Parlement est automatiquement dissous et une nouvelle élection déclenchée.

## Mode de scrutin
Conformément à l'article 23 du statut d'autonomie de la Communauté valencienne, le Parlement est composé d'un nombre de députés non inférieur à quatre-vingt-dix-neuf. La loi électorale valencienne 1/1987 fixe ce nombre à 99 députés (en espagnol : diputados) élus pour une législature de quatre ans au suffrage universel direct et suivant le scrutin proportionnel d'Hondt à listes fermées par l'ensemble des personnes résidant dans la communauté autonome où résidant momentanément à l'extérieur de celle-ci, si elles en font la demande.
Conformément à l'article 10 de la loi électorale, la circonscription électorale correspond à la province. L'article suivant dispose que chaque province élit un minimum de vingt députés. Les 29 sièges restants sont distribués entre les provinces en fonction de leur population, selon la procédure suivante :
- on divise le nombre total d'électeurs de la communauté autonome par 29 pour obtenir un quota de partage ;
- on divise le nombre d'électeurs de chaque province par le quota de partage et on attribue à chacune des provinces autant de députés que la partie entière du quotient ;
- lorsque deux quotients sont identiques, la province ayant le plus d'habitants reçoit un député ;
- les députés restants sont distribués aux provinces dont la partie décimale du quotient est la plus élevée.

Le répartition doit être modulée lorsque le nombre d'habitants par député d'une province est plus de trois fois supérieur à celui de l'une des autres province.
| Circonscriptions | Députés | Carte                        |
| ---------------- | ------- | ---------------------------- |
| Valence          | 40      | Députés par circonscription. |
| Alicante         | 35      | Députés par circonscription. |
| Castellón        | 24      | Députés par circonscription. |

### Conditions de candidature
La loi électorale prévoit que les partis, fédérations, coalitions et groupements électoraux sont autorisés à présenter des listes de candidats. Toutefois, les partis, fédérations ou coalitions qui n'ont pas obtenu de mandat au Parlement lors de l'élection précédente sont tenus d'obtenir au moins la signature de 0,1 % des électeurs inscrits au registre électoral de la circonscription dans laquelle ils cherchent à se faire élire, alors que les regroupements d'électeurs sont tenus d'obtenir la signature de au moins 1 % des électeurs. Il est interdit aux électeurs de signer pour plus d'une liste de candidats. En même temps, les partis et les fédérations qui ont l'intention d'entrer en coalition pour participer conjointement à une élection sont tenus d'informer la commission électorale compétente dans les dix jours suivant le déclenchement de l'élection. Les listes doivent comprendre des candidats des deux sexes dans une proportion non inférieure à 40 % l'un par rapport à l'autre.

### Répartition des sièges
Toute candidature qui n'a pas obtenu un minimum de 5 % des voix dans une circonscription n'est pas admise à participer à la répartition des sièges. La répartition se déroule de la manière suivante :
- on ordonne les candidatures sur une colonne en allant de la plus votée vers la moins votée ;
- on divise le nombre de voix obtenues par chaque candidature par 1, 2, 3… jusqu'au nombre de sièges à pourvoir dans le but de former un tableau ;
- on attribue les sièges à pourvoir en tenant compte des plus grands quotients selon un ordre décroissant ;
- lorsque deux candidatures obtiennent un même quotient, le siège est attribué à celle qui a le plus grand nombre total de voix ; lorsque deux candidatures ont exactement le même nombre total de voix, l'égalité est résolue par tirage au sort et les suivantes de manière alternative.

Les sièges propres à chaque formation politique sont attribués aux candidats en suivant l'ordre de présentation sur la liste. En cas de décès, incapacité ou démission d'un député, le siège vacant revient au candidat ou, le cas échéant, au suppléant placé immédiatement derrière le dernier candidat élu de la liste.

## Campagne

### Principaux partis
| Parti | Parti                                                                    | Parti                     | Idéologie                                                                 | Chef de file                                    | Résultat en 2015           |
| ----- | ------------------------------------------------------------------------ | ------------------------- | ------------------------------------------------------------------------- | ----------------------------------------------- | -------------------------- |
|       | Parti populaire (es) Partido Popular                                     | PP                        | Centre droit à droite Libéral-conservatisme, démocratie chrétienne        | Isabel Bonig                                    | 26,6 % des voix 31 députés |
|       | Parti socialiste ouvrier espagnol (es) Partido Socialista Obrero Español | PSOE                      | Centre gauche Social-démocratie, europhilie                               | Ximo Puig (Président de la Généralité)          | 20,6 % des voix 23 députés |
|       | Compromís (fr) Engagement                                                | Compromís (fr) Engagement | Gauche Valencianisme, progressisme, écologisme, écosocialisme             | Mónica Oltra (Vice-présidente de la Généralité) | 18,5 % des voix 19 députés |
|       | Ciudadanos (fr) Citoyens                                                 | Cs                        | Centre droit à droite Libéralisme, social-libéralisme, unionisme          | Toni Cantó                                      | 12,5 % des voix 13 députés |
|       | Unides Podem - Esquerra Unida (fr) Unies, nous pouvons - Gauche unie     | Unides                    | Gauche à extrême gauche Socialisme, populisme de gauche, altermondialisme | Rubén Martínez Dalmau                           | 11,4 % des voix 13 députés |
|       | Vox                                                                      | Vox                       | Droite à extrême droite Centralisme, nationalisme, populisme de droite    | José María Llanos                               | 0 député                   |

### Sondages
| Institut       | Date     | PP              | PSOE            | Compromís       | Cs              | Podemos       | EUPV          | Autres |
| -------------- | -------- | --------------- | --------------- | --------------- | --------------- | ------------- | ------------- | ------ |
| Institut       | Date     |                 |                 |                 |                 |               |               |        |
| Invest Group   | 09/10/18 | 21,5 % (22)     | 30 % (33)       | 17,5 % (18)     | 18,2 % (19)     | 7,9 %% (7)    | 7,9 %% (7)    | 4,9 %  |
| PSPV           | 20/09/18 | 24 %            | 26 %            | 20 %            | 14 %            | 7 %           | 7 %           | 9 %    |
| SyM Consulting | 15/09/18 | 18,82 % (20-21) | 33,46 % (35-37) | 21,98 % (22-23) | 10,69 % (10-11) | 9,98 % (9-10) | 9,98 % (9-10) | 4,19 % |
| SigmaDos       | 06/05/18 | 22,0 % (24-26)  | 23,1 % (25-26)  | 16,4 % (16-17)  | 22,2 % (23-25)  | 8,7 % (8)     | 1,9 % (0)     | 5,7 %  |
| SyM Consulting | 22/04/18 | 23,49 % (25-27) | 20,59 % (20-23) | 21,42 % (22)    | 15,33 % (16)    | 8,78 % (8-9)  | 6,88 % (5)    | 2,61 % |

## Résultats

### Participation
| Taux de participation | En 2015 | En 2019 | +/-  |
| --------------------- | ------- | ------- | ---- |
| à 14 heures           | 40,90 % | 45,66 % | 4,76 |
| à 18 heures           | 54,62 % | 61,40 % | 6,78 |
| à 20 heures           | 69,55 % | 75,80 % | 6,25 |

### Voix et sièges

#### Total régional
| Composition du Parlement valencien de gauche à droite. |                                                         |           |       |        |               |
| Partis                                                 | Partis                                                  | Voix      | %     | Sièges | +/−           |
|                                                        | Parti socialiste ouvrier espagnol (PSOE)                | 643 909   | 24,21 | 27     | 4             |
|                                                        | Parti populaire (PP)                                    | 508 534   | 19,12 | 19     | 12            |
|                                                        | Ciudadanos (Cs)                                         | 470 676   | 17,70 | 18     | 5             |
|                                                        | Compromís                                               | 443 640   | 16,68 | 17     | 2             |
|                                                        | Vox                                                     | 281 608   | 10,59 | 10     | 10            |
|                                                        | Unides Podem - Esquerra Unida (Unides)                  | 215 392   | 8,10  | 8      | 5             |
|                                                        | Parti animaliste contre la maltraitance animale (PACMA) | 38 447    | 1,45  | 0      | en stagnation |
|                                                        | Autres                                                  | 37 282    | 1,40  | 0      | en stagnation |
|                                                        | Blanc                                                   | 20 221    | 0,76  |        |               |
|                                                        |                                                         |           |       |        |               |
| Votes valides                                          | Votes valides                                           | 2 659 709 | 98,58 |        |               |
| Votes nuls                                             | Votes nuls                                              | 38 225    | 1,42  |        |               |
| Total                                                  | Total                                                   | 2 697 934 | 100   | 99     | en stagnation |
| Abstentions                                            | Abstentions                                             | 961 580   | 26,28 |        |               |
| Inscrits/Taux de participation                         | Inscrits/Taux de participation                          | 3 659 514 | 73,72 |        |               |

#### Par circonscription
|             |             |           |           |        |               |         |         |        |               |           |           |        |               |  |  |  |  |
| Sièges      | Sièges      | 35        | 35        | 35     | en stagnation | 24      | 24      | 24     | en stagnation | 40        | 40        | 40     | en stagnation |  |  |  |  |
|             |             |           |           |        |               |         |         |        |               |           |           |        |               |  |  |  |  |
|             |             | Nombre    | Nombre    | %      | %             | Nombre  | Nombre  | %      | %             | Nombre    | Nombre    | %      | %             |  |  |  |  |
| Inscrits    | Inscrits    | 1 273 520 | 1 273 520 | 100,00 | 100,00        | 419 771 | 419 771 | 100,00 | 100,00        | 1 966 223 | 1 966 223 | 100,00 | 100,00        |  |  |  |  |
| Abstentions | Abstentions | 354 692   | 354 692   | 27,85  | 27,85         | 104 527 | 104 527 | 24,90  | 24,90         | 502 361   | 502 361   | 25,55  | 25,55         |  |  |  |  |
| Votants     | Votants     | 918 828   | 918 828   | 72,15  | 72,15         | 315 244 | 315 244 | 75,10  | 75,10         | 1 463 862 | 1 463 862 | 74,45  | 74,45         |  |  |  |  |
| Nuls        | Nuls        | 12 639    | 12 639    | 1,38   | 1,38          | 5 077   | 5 077   | 1,61   | 1,61          | 20 509    | 20 509    | 1,40   | 1,40          |  |  |  |  |
| Exprimés    | Exprimés    | 906 189   | 906 189   | 98,62  | 98,62         | 310 167 | 310 167 | 98,39  | 98,39         | 1 443 353 | 1 443 353 | 98,60  | 98,60         |  |  |  |  |
|             |             |           |           |        |               |         |         |        |               |           |           |        |               |  |  |  |  |
| Partis      | Partis      | Voix      | %         | Sièges | +/−           | Voix    | %       | Sièges | +/−           | Voix      | %         | Sièges | +/−           |  |  |  |  |
|             | PSOE        | 231 662   | 25,56     | 10     | 1             | 85 584  | 27,59   | 7      | 1             | 326 663   | 22,63     | 10     | 2             |  |  |  |  |
|             | PP          | 181 867   | 20,07     | 7      | 4             | 66 733  | 21,52   | 5      | 3             | 259 934   | 18,01     | 7      | 5             |  |  |  |  |
|             | Cs          | 173 468   | 19,14     | 7      | 2             | 46 941  | 15,13   | 4      | 1             | 250 267   | 17,34     | 7      | 2             |  |  |  |  |
|             | Compromís   | 99 488    | 10,98     | 4      | 1             | 44 748  | 14,43   | 4      | en stagnation | 299 404   | 20,74     | 9      | 1             |  |  |  |  |
|             | Vox         | 102 239   | 11,28     | 4      | 4             | 32 461  | 10,47   | 2      | 2             | 146 908   | 10,18     | 4      | 4             |  |  |  |  |
|             | Unides      | 83 855    | 9,25      | 3      | 2             | 24 140  | 7,78    | 2      | 1             | 107 397   | 7,44      | 3      | 2             |  |  |  |  |
|             | Autres      | 26 381    | 2,91      |        |               | 6 796   | 2,19    |        |               | 42 552    | 2,95      |        |               |  |  |  |  |
|             | Blanc       | 7 229     | 0,80      | 2 764  | 0,89          | 10 228  | 0,71    |        |               |           |           |        |               |  |  |  |  |

### Conséquences
Les électeurs reconduisent une majorité de gauche au Parlement valencien ; le PSOE arrive en tête en remportant 27 mandats, Compromís se classe en quatrième position en obtenant 17 mandats et Unides résiste avec 8 représentants. Le 12 juin, les trois partis présentent le « deuxième pacte du Jardin botanique », incluant l'entrée d'Unides au Conseil de la Généralité valencienne. Le lendemain, Ximo Puig réunit une majorité absolue de 52 voix tandis que toutes les autres forces politiques votent contre. Il est nommé par le roi le 15 juin et est assermenté le jour suivant. Les membres du gouvernement Puig II prennent leurs fonctions le 17 juin.